# Michel Doneda
Michel Doneda, né le 21 novembre 1954 à Brive-la-Gaillarde, est un saxophoniste soprano et sopranino français de musique improvisée.

## Biographie
Il commence la pratique du saxophone soprano à l'âge de quinze ans en jouant dans des orchestres de sa région natale. Au début des années 1980 il va multiplier les rencontres et les collaborations: il fonde à Toulouse le trio de saxophones Hic et Nunc avec Didier Masmalet et Steve Robins, collabore à Marseille avec le GRIM, participe au Tour de France organisé par Louis Sclavis où il fait la connaissance du chanteur Beñat Achiary avec lequel il collaborera de nombreuses années. Plus tard il participe au festival de Chantenay-Villedieu et collabore avec la société Nato et rencontre de nombreux musiciens d'horizons variés comme Fred Van Hove, John Zorn, Lol Coxhill, Raymond Boni, Phil Wachsmann, Ravi Prasard, Joëlle Léandre et de nombreux autres.
En 1986 il participe à un trio avec Daunik Lazro au saxophone alto et Ninh Lê Quan aux percussions. Jusqu'au début des années 1990 il multipliera les collaborations: avec Alain Joule, Barre Phillips, Dominique Regef, Elvin Jones, etc.
Il effectue en 1993 un voyage au Gabon où il découvre la musique locale puis joue à son retour avec Elliot Sharp et Jin Hi Kim.
En 2007, accompagné de Mats Gustafsson au saxophone ténor, il joue à Paris avec le groupe de rock indépendant Sonic Youth.
En 2010, il publie l'ouvrage « Miettes » dans la collection Entre-deux de Mômeludies Éditions.
Son style très personnel s'est nourri de ses échanges multiples dans des champs artistiques très diversifiés, aussi bien en musique (musique traditionnelle, jazz, improvisation libre, rock expérimental) que dans d'autres domaines (théâtre, cinéma, littérature, poésie...).

## Discographie (incomplète)
- 1985 Terra
- 1988: Araona
- 1988: General Gramofon avec notamment Daunik Lazro - Nato
- 1989: Concert Public avec Lê Quan Ninh et Daunik Lazro - In Situ
- 1991: L'Élémentaire Sonore - In Situ
- 1992: Egyptian Fantasy
- 1995: Open paper tree avec Paul Rogers et Lê Quan Ninh - FMP
- 1998: Les Diseurs de musique avec Daunik Lazro, Lê Quan Ninh et Serge Pey - Vand'Oeuvre
- 1998: Anatomie des clefs - Potlatch
- 2002: "The difference between a fish" avec Urs Leimgruber et Keith Rowe - Potlatch
- 2005: Aérolithes avec Daunik Lazro, Michaël Nick et Laurent Hoevenaers - Vand'Oeuvre
- 2005: "Une Chance pour l'Ombre", (Bab-Ili, 2005)  avec Lê Quan Ninh/ Tetsu Saitoh / Kazuo Imai / Kazue Sawai
- 2012:  Razine avec ErikM
- 2013: Sitting on your Stairs avec  Lol Coxhill
- 2014: Fred Frith & Michel Doneda - Vand'Oeuvre
- 2014: "Everybody digs", solo - Relative Pitch records
- 2015: "Aplomb" en duo avec Lê Quan Ninh - Vand'Oeuvre
- 2019: A Peripheral Time avec le batteur Mathieu Bec